# Adair Tishler
Adair Rae Tishler (Nashville, Estados Unidos, 3 de octubre de 1996) es una ex actriz, modelo, actriz de voz y cantante estadounidense, que ha aparecido en programas de televisión como Charmed y House y en películas como Within y An American Girl: Chrissa Stands Strong. También es conocida por interpretar a Molly Walker en la serie de la NBC Heroes.

## Biografía
Adair Rae Tishler nació en Nashville, Estados Unidos el 3 de octubre de 1996.
Tishler ha participado en producciones teatrales de Cinderella y Sound of Music. Su currículo incluye trabajos de voz en off, y también ha aparecido en vídeos musicales como el de Martina McBride "God's Will" y el de Rhonda Vincent "If Heartaches Had Wings", que también contó con la estrella pop y actriz Miley Cyrus.
Sus otras actuaciones incluyen el papel de Carrie en el cortometraje independiente Six and the City, un knock-off de la exitosa serie de televisión Sex and the City. Tishler también ha aparecido en la última temporada de la exitosa serie de WB Charmed. Interpretó a Tara James en la película An American Girl: Chrissa Stands Strong.
Adair solía cantar para una banda de rock indie, Smash It Up. La banda consistió en cuatro amigos de la escuela secundaria de Burbank California, Cole Clarke (guitarra líder), Brennan Flynn (bajo), Mia Viesca (batería) y Adair Tishler (voz), y lanzó un auto-titulado CD de canciones originales en 21 de abril de 2009.
Adair también ha participado en desfiles de moda y ha sido contratada varias veces para sesiones de fotos. Adair dijo en una ocasión que puede alistarse para una escuela de modelaje profesional en cuanto consiguiera más trabajos de actuación. Desde que se mudó de Los Ángeles, California, un representante de Tishler declaró a finales de 2010 que se tomaría un descanso de actuar y cantar para Smash It Up para centrarse en los estudios y la familia.
Actualmente asiste a la Universidad DePaul.

## Premios
Ella ganó un Premio de Artista Joven en 2008 por Mejor Actuación en una Serie de TV - Mejor actriz de reparto en una actuación en Heroes.

## Filmografía

### Cine
| Año  | Título                                  | Papel                          | Notas        |
| ---- | --------------------------------------- | ------------------------------ | ------------ |
| 2003 | Six and the City                        | Carrie                         | Cortometraje |
| 2003 | Paper Doll                              | Joven Natasha                  | Cortometraje |
| 2004 | Ms. Goldman                             | Haley Davis                    | Cortometraje |
| 2005 | White Horse Is Dead                     | Joven Naya                     |              |
| 2006 | Pop Star                                | Shana                          | Cortometraje |
| 2006 | A Dead Calling                          | Mary                           | Vídeo        |
| 2007 | Ten Inch Hero                           | Julia                          |              |
| 2007 | Ruthless                                | Lex                            | Cortometraje |
| 2008 | Your Name Here                          | Laura de 8 años                |              |
| 2008 | Farm House                              | Joven Scarlet                  |              |
| 2009 | An American Girl: Chrissa Stands Strong | Tara James                     | Vídeo        |
| 2009 | Born That Way                           | Joven Bridgette                | Cortometraje |
| 2009 | Within                                  | Hazel Marie                    |              |
| 2009 | Dollhouse                               | Caroline Farrell / Iris Miller | 2 episodios  |
| 2010 | Jack and the Beanstalk                  | Rapunzel                       |              |

### Televisión
| Año       | Título                        | Papel           | Notas                                                            |
| --------- | ----------------------------- | --------------- | ---------------------------------------------------------------- |
| 2005      | House                         | Nikki           | Episodio: "The Mistake"                                          |
| 2006      | El anillo                     | La hija de Ivan | Episodio: "War Crimes"                                           |
| 2006      | Charmed                       | Hija de Phoebe  | Episodio: "The Jung and the Restless"                            |
| 2006-2008 | Heroes                        | Molly Walker    | 16 episodios                                                     |
| 2007      | Salvando a Grace              | Violet          | Episodio: "Bless Me, Father, for I Have Sinned"                  |
| 2007      | The Sarah Silverman Program   | Joven Laura     | Episodio: "Doody"                                                |
| 2008      | The Cleaner                   | Maggie Mullins  | Episodio: "Lie with Me"                                          |
| 2008      | Anatomía de Grey              | Tori Begler     | Episodio: "Life During Wartime"                                  |
| 2009      | Mentes criminales             | Cate Hale       | Episodio: "Bloodline"                                            |
| 2009      | Farm House: Behind the Scenes | Ella misma      | Cortometraje documental                                          |
| 2010      | Piper's QUICK Picks           | Ella misma      | Episodio: "Bella Thorne, Ryan Newman & Adair Tishler Interview!" |
| 2010      | Piper's Picks TV              | Ella misma      | Episodio: "Bella Thorne, Ryan Newman & Adair Tishler"            |